# Prähistorische Siedlung Pestenacker
Die Prähistorische Siedlung Pestenacker liegt in der anmoorigen Talaue des „Verlorenen Baches“ bei Weil-Pestenacker im Landkreis Landsberg am Lech in Oberbayern.
Der Siedlungsplatz der jungsteinzeitlichen Altheimer Gruppe wurde 1934 zufällig entdeckt. Von 1988 bis 1993 und von 2000 bis 2004 konnte das Gelände unter der Leitung von Guntram Schönfeld archäologisch untersucht werden. Heute gehört der Fundplatz zum UNESCO-Welterbe „Prähistorische Pfahlbauten um die Alpen“.
Der Förderverein Prähistorische Siedlung Pestenacker e. V. begann ab 1993 mit dem Aufbau eines kleinen Freilichtmuseums südlich des Siedlungsbereiches.

## Geschichte
Während eines Arbeitseinsatzes des Reichsarbeitsdienstes wurde 1934 anlässlich einer Bachbegradigung ein als „großes Floß“ interpretiertes hölzernes Fundament eines prähistorischen Kleinhauses aufgefunden. Der Bodenfund wurde nicht weiter beachtet und beseitigt.
Die Bachbegradigung führte zu einer Absenkung des Grundwasserspiegels um etwa 60 bis 70 Zentimeter. Die erst später in ihrer Bedeutung erkannten jungsteinzeitlichen Kulturschichten sind seitdem in ihrem oberen Teil der Zersetzung durch Bakterien ausgesetzt.
Wegen dieser akuten Gefährdung finanzierten die Deutsche Forschungsgemeinschaft und das Bayerische Landesamt für Denkmalpflege ab 1988 die Freilegung der Feuchtbodensiedlung. Die erste Grabungskampagne endete 1993 mit dem Auslaufen des Förderprogramms. Im selben Jahr wurde ein Förderverein gegründet. Zwischen 2000 und 2004 wurden die Untersuchungen fortgesetzt, wurden danach jedoch aus finanziellen Gründen erneut eingestellt.

## Siedlung
Die Geschichte der Siedlung lässt sich dendroarchäologisch bis ins Jahr 3496 v. Chr. zurückverfolgen. Bereits vier Jahre später brannte das Dorf ab, wurde aber teilweise wieder aufgebaut. Nach weiteren 15 Jahren scheinen die Gebäude verlassen worden zu sein.
Nach einer Siedlungsunterbrechung wurde das Gelände erneut bebaut und dabei offenbar in seiner Siedlungsstruktur deutlich verändert. Die jüngeren Siedlungsspuren sind allerdings weitgehend zerstört.

## Beschreibung
Die Grabungen belegen  eine Siedlung aus bis zu 19 Kleinhäusern, die von einem rechteckigen Flechtwerkzaun (50 × 35 m) geschützt wurde. Nördlich eines etwa 2,20 Meter breiten Bohlenweges standen zwei Reihen giebelständiger, parallel gestellter Holzhäuser, südlich des Hauptweges lag eine weitere Häuserzeile. Die Traufseiten der Gebäude stießen aneinander.
Vom Talrand führte in direkter Linie ein durch Pfosten befestigter Weg zur Siedlung.
Der Brandschutt der westlichen Gebäude deutet darauf hin, dass diese Wohnstätten innen mit Lehm verputzt waren. Die Schuttbuckel dieser Häuser haben sich unberührt im Torf erhalten, da sie beim Wiederaufbau der Siedlung nicht mehr aufgebaut wurden.
Die ungewöhnlichen  Erhaltungsbedingungen im Niedermoor ermöglichten die Dokumentation einer ungewöhnlich mächtigen, bis zu 1,20 Meter starken jungsteinzeitlichen Kulturschicht. Zahlreiche Schlachtabfälle und Pflanzenreste belegen die Ernährungsgewohnheiten der Bewohner. Die im sauerstoffarmen Moor konservierten Wandstümpfe der Gebäude und erhaltenen Lehmfußböden gestatten eine Rekonstruktion der Wohnhäuser mit ihrer Innenaufteilung.
Zahlreiche Mikrofunde von Produktionsabfällen deuten auf verschiedene Funktionsbereiche, etwa zur Feuersteingeräteherstellung. Als bedeutendste Einzelfunde konnten ein Dolch und  Textilreste geborgen werden.
Der Fundplatz ist durch die Grundwasserabsenkung und teilweise moderne Überbauung stark gefährdet. Mittelfristig droht hier eine der bedeutendsten prähistorischen Fundstätten Bayerns verloren zu gehen. Die dringend gebotene Fortführung der wissenschaftlichen Erforschung des bedeutenden Siedlungsplatzes ist derzeit wegen der allgemein angespannten Haushaltslage nicht möglich.
Das südlich des Siedlungsgeländes begründete kleine Freilichtmuseum befindet sich noch in der Aufbauphase. Einige Funde werden im angeschlossenen Museum präsentiert.
Das Bayerische Landesamt für Denkmalpflege verzeichnet das Bodendenkmal als Siedlung der Altheimer Gruppe unter der Denkmalnummer D-1-7831-0057. Seit 2011 ist die Siedlung Bestandteil des UNESCO-Projekts Prähistorische Pfahlbauten um die Alpen.
In der Nähe des Fundplatzes sind noch zwei weitere Siedlungen der Altheimer Gruppe im Loosbachtal („Verlorener Bach“) bei  Pestenacker-Nord und Unfriedshausen (Geltendorf) nachgewiesen. Nur wenig nordöstlich wurden Brandgräber und vermutliche Siedlungsspuren der römischen Kaiserzeit sowie ein Brandgrab unbekannter Zeitstellung gefunden (Denkmalnummer D-1-7831-0056). Einige weitere Siedlungsspuren im Umkreis konnten noch keiner konkreten Zeitstellung zugeordnet werden.